# Agaricomycotina
Agaricomycotina (Nấm tán hay nấm mũ), còn gọi là Hymenomycetes (nấm màng) là một trong ba phân ngành của ngành Basidiomycota (nấm mang bào tử trên đảm nấm). Agaricomycotina gồm khoảng 20.000 loài, và 98% số loài nằm trong lớp Agaricomycetes, gồm hầu hết các loài nấm được biết đến như nấm lớn.